# Тимбукту
Тимбукту (фр. Tombouctou, арап. مدينة تمبكتو, хебр. טימבוקטו) је град у западноафричкој држави Мали с 32.414 становника . У овом граду је верски универзитет Санкор (на којем се проучава Куран) и друге медресе. Град је био културни и духовни центар одакле се ислам ширио у Африку у 15. и 16. веку. На ово златно доба подсећају три џамије, Ђингарејбер, Санкоре и Сиди Јахја, којима, иако се константно уређују и реновирају, прети опасност да нестану у пустињи. Године 1988. овај град је Унеско уврстио у листу светске баштине.
Тимбукту насељавају Сонгаи, Туарези, Фулани и Манде. Град се налази око 15 km северно од реке Нигер. Такође се налази на раскршћу транссахарских трговачких путева до Араоуана. Тимбукту је био (и још увек је) важно историјско стовариште камене соли пореклом из Тагхазе, а данас из Таоуденија.
Географски положај Тимбуктуа учинио га је природним местом сусрета оближњих западносахарских народа и номадских берберских и арапских народа са севера. Дуга историја Тимбуктуа као трговачке станице која је повезивала западну Африку са берберским, арапским и јеврејским трговцима из северне Африке, а тиме и посредно с трговцима из Европе, дала му је статус митског града.
Дуготрајан допринос Тимбуктуа исламској и светској цивилизацији је ученост. Претпоставља се да се у Тимбуктуу налазио један од првих универзитета на свету. Од 14. века, важне књиге су писане и преписиване у Тимбуктуу, што је успоставило град као значајан центар писане традиције у Африци.

## Етимологија
Тимбукту су основали Туарези негде у 10. веку. Према народном предању, име потиче од речи „тин“ што значи место, кућа, и „букту“, имена старе Малијке која је била позната по поштењу и која је некада живела у том региону. Туарези и други путници остављали су овој жени ствари које им нису биле потребне на повратку кући. Тако, кад би стигли кући и кад би их неко питао где су им ствари, они би одговарали: „Оставио сам их код Тин Букту“, што је у ствари значило, „Оставио сам их у Буктиној кући“. Ова два термина су се временом стопила и дала име граду Тинбукту, који је касније постао Тимбукту.
Могуће је извести још једну народну етимологију. За Тимбукту се верује и да значи „Буктин бунар“ - према предању, Букту је била црна робиња коју су Туарези оставили с крдом коза да чува бунар. Њено име, Букту, неки преводе као „жена с великим пупком“. Неки историчари у овој легенди виде наглашену социјалну разлику између владајућих Туарега и њихових црних поданика.
Француски лингвиста Рене Басе (фр. René Basset) изводи име „Тимбукту“ из староберберског корена који значи „далеко“ или „скривено“ . Тиме би значење имена било „врло удаљен бунар“, односно, бунар на јужној ивици пустиње. Нова истраживања отварају могућност да град нису основали Туарези, него Шонгаји из његове околине. Та могућност отвара и потребу разматрања тумачења имена које је дао истраживач Африке и историчар Хајнрих Барт пре 150 година. Према њему, име би исправно гласило Томбуту а значило би „место међу динама“, што би у том случају добило смисао.

## Географија
Тимбукту лежи на јужној ивици Сахаре, чије напредовање (десертификација) представља највећи проблем за град. Песак се шири улицама града. У задњих двадесет година граница пустиње се проширила око 100 km према југу. Град не лежи тачно на реци Нигер који у близини Тимбуктуа, правећи велики лук из подручја Масина, овде досиже најсевернију тачку свог пута према североистоку и мења смер скрећући према југоистоку да би се касније, након више од 2.000 km, улила у Гвинејски залив. Давно исушени рукавци Нигера, који су некада имали надимак „канали нилских коња“, пуне се водом још само у време врло високих вода, док су некада узроковали велике поплаве у неким деловима Тимбуктуа. Још у раном новом веку Тимбукту је каналом дугим 13 километара био повезан с местом Кабара, заправо луком Тимбуктуа. У време високих вода овај канал омогућавао је становницима директан приступ Нигеру па тиме и довоз и одвоз робе једрилицама и пирогама до самог града. Данас је канал засут песком и још се само назире.
Иако је Тимбукту вековима раскрсница значајних трговачких путева и данас је прилаз граду отежан. Пловидба бродом је могућа само кад је водостај Нигера довољно висок. Пут која води с југа кроз савану често је покривен песком и тада постаје привремено непроходан. Приступ са севера, кроз пустињу, користе само две групе путника: ретки туарешки каравани соли и савремени авантуристи. У новије време у град се може стићи и авионом из главног града Бамака.

### Клима
Клима је пустињска. Из Сахаре непрекидно дува суви, врући ветар. Скромна вегетација састоји се од тамариса, акација и гинстера, баобаба и палми. Просечна годишња температура је 28 °C, а најтоплији су мај и јун с око 34 °C. Просечна измерена количина падавина је око 170 mm/m². Највлажнији месеци су јул и август, с количином падавина од по 56-66 mm/m² . Пљускови у том раздобљу могу попримити библијске размере и бити узрок врло великих штета на зградама и џамијама грађеним од глине. Године 1771. се у време једног таквог невремена, срушила џамија Ал-Хан затрпавши четрдесет особа.
| Клима Тимбуктуа            | Клима Тимбуктуа | Клима Тимбуктуа | Клима Тимбуктуа | Клима Тимбуктуа | Клима Тимбуктуа | Клима Тимбуктуа | Клима Тимбуктуа | Клима Тимбуктуа | Клима Тимбуктуа | Клима Тимбуктуа | Клима Тимбуктуа | Клима Тимбуктуа | Клима Тимбуктуа |
| Показатељ \ Месец          | .Јан.           | .Феб.           | .Мар.           | .Апр.           | .Мај.           | .Јун.           | .Јул.           | .Авг.           | .Сеп.           | .Окт.           | .Нов.           | .Дец.           | .Год.           |
| -------------------------- | --------------- | --------------- | --------------- | --------------- | --------------- | --------------- | --------------- | --------------- | --------------- | --------------- | --------------- | --------------- | --------------- |
| Средњи максимум, °C (°F)   | 30 (86)         | 33,2 (91,8)     | 36,6 (97,9)     | 40 (104)        | 42,2 (108)      | 41,6 (106,9)    | 38,5 (101,3)    | 36,5 (97,7)     | 38,3 (100,9)    | 39,1 (102,4)    | 35,2 (95,4)     | 30,4 (86,7)     | 36,8 (98,2)     |
| Просек, °C (°F)            | 22 (72)         | 25,5 (77,9)     | 28 (82)         | 31,5 (88,7)     | 34,5 (94,1)     | 34,5 (94,1)     | 31,5 (88,7)     | 29,5 (85,1)     | 31 (88)         | 31,5 (88,7)     | 27,5 (81,5)     | 22,5 (72,5)     | 29 (84)         |
| Средњи минимум, °C (°F)    | 13 (55)         | 15,2 (59,4)     | 18,5 (65,3)     | 22,5 (72,5)     | 26 (79)         | 27,3 (81,1)     | 25,8 (78,4)     | 24,8 (76,6)     | 24,8 (76,6)     | 22,7 (72,9)     | 17,7 (63,9)     | 13,5 (56,3)     | 21 (70)         |
| Количина падавина, mm (in) | 0,6 (0,24)      | 0,1 (0,04)      | 0,1 (0,04)      | 1 (0,4)         | 4 (1,6)         | 16,4 (6,46)     | 53,5 (21,06)    | 73,6 (28,98)    | 29,4 (11,57)    | 3,8 (1,5)       | 0,1 (0,04)      | 0,2 (0,08)      | 182,8 (71,97)   |
| Извор: World Weather       |                 |                 |                 |                 |                 |                 |                 |                 |                 |                 |                 |                 |                 |

## Становништво
Због бурне историје и положаја на раскрсници значајних трговачких путева, становништво Тимбуктуа састоји се од припадника различитих народа и група. Између осталих то су Туарези (припадају берберском народу), Маври, Сонгаи, Мандинка и Бамбар. Делом живе у одвојеним градским четвртима. У околини града Туарези се сусрећу с камилама и сточарски народ Фулбе. Народ Бозо бави се риболовом на Нигеру.
На обали Нигера живе и припадници групе Бела, тамнопути рибари и ситни земљорадници. Претпоставља се да су они потомци првобитних становника овог подручја које су Туарези у раном средњем веку покорили. За овакво нешто има потврде у предаји о оснивању Тимбуктуа и о жени Букту. Све до пре педесетак година Туарези су се према Белама односили као према робљу. Притом, поједине породице Бела нису биле „власништво“ конкретних Туарега, него су као неслободни колективитет радили за Туареге или су морали да плаћају разне намете. Од проглашења независности Малија службено су слободни, али и даље се углавном осећају делом традиционалног туарешког друштвеног поретка и већином говоре Тамашек, језик некадашњих господара.
За споразумевање се користи француски језик. Већина становништва у области око Тимбуктуа као матерњи говори језик Сонгаи, и то дијалект „Koyra Chiini“. Десетина становништва као матерњи користи Тамашек или маварски дијалект арапског језика.

## Традиционална архитектура
Изворни начин грађења у Тимбуктуу био је условљен недостатком камена, па се градило глином. Старији записи говоре о градњи колиба у облику кошнице, округлог облика, у којима су претежно живели сиромашни становници.
Најкасније у 15. веку наметнуо се захтеван стил грађења, својствен пре за куће богатог слоја грађана (управни чиновници, трговци и учени људи). Тај начин грађења од глине, који је постао познат као „судански стил“, посебно је видљив код џамија које се према врху сужавају. Основну конструкцију чини костур од дрвета, који се затим облаже глином. На тај начин грађени су објекти с два спрата. Приземља су коришћена као медресе, продавнице, радионице или складишта, док је спрат коришћен за становање. У том делу куће налазиле су се и библиотеке образованих људи и учитеља. Међутим, за време великих киша знало се дешавати да грађевине претрпе велике штете или да се чак сруше. Након сваког кишног раздобља зидови би се морали обнављати. Куће, чије се поправљање више не би исплатило, једноставно су напуштане.
Поред традиционалне градње глином, у Тимбуктуу се могу видети и стамбене вишеспратнице грађене од кречњака по узору на Мароко и Мауританију. Овај стил су вероватно донели војници Ђудер-паше на Нигеру. Фасаде су вертикално подељене пиластерима и по узору на марокански стил тог времена украшене „андалузијским“ прозорима и масивним дрвеним вратима. Прозори првобитно нису били застакљени, него само засењени дрвеним филигрански обрађеним решеткама.
Врата се одликују уметнички украшеним облогама од гвожђа и геометријским узорцима од великих ексера по угледу на архитектуру Ал-Андалуза, у то време дела Иберског полуострва под муслиманском доминацијом..

## Историја

### Оснивање и почеци
Тимбукту су, према каснијим хроникама, основали пре 1100. године номадски Масуфа Туарези на месту с водом у близини луке Нигера. Претпоставља се да оснивање града сеже у 9. или 10. век а претпоставља се да су његови оснивачи Сонгаи, становници „црне“ Африке. Археолошки налази на самом месту су контрадикторни, тако да недвосмислених закључака још увек нема . На прелазу миленијума место је било значајан трговачки центар на важном караванском путу од Египта преко Гаоа до Кумби Салаха у тадашњем западноафричком краљевству Гани.
Ислам је до Нигера вероватно дошао с трговцима из подручја данашњег Алжира. У почетку Тимбукту није имао ни издалека тако велики значај као раскршће трговачких путева и средиште муслиманског образовања како то данас тврде различите књиге и чланци на интернету. Чини се да је Тимбукту у својим раним данима био конкуренција Тираки, другом трговачком граду смештеном 25 km од Тимбуктуа, и био и најзападнија тачка царства Гана. Након пропасти Гане, трговци су се окренули Тимбуктуу, који је због близине Нигера пружао боље могућности за размену и претовар робе.

### Време великих западноафричких царстава

#### Малијско краљевство
Тимбукту је у 13. или раном 14. веку постао део Малијског царства. Не зна се да ли је ово припајање уследило након директног освајања или се град добровољно, ради заштите од Туарега на северу и Мосија (енгл. Mossija) у Судану, прикључио Малију. Али, ни владар Малија није могао спречити напад Мосија 1328. Тимбукту је у то време већ био средиште трговине сољу и златом. и имао је између 10.000 и 15.000 становника.
У то време за град се знало и у јужној Европи. Средином 14. века појављује се на портоланима, каталонским односно мајорканским картама света, као Град Мели (кат. Ciutat de Melli) краља Малија (лат. Rex Melli). На познатој карти Абрама Крескеса (енгл. Abrahama Cresquesa) из 1375. године богати краљ Малија приказан је с грудом злата у руци. Тиме се мислило на црног краља Манса Мусу (енгл. Mansa Munsu) који је 1324. био на тада већ легендарном хаџилуку у Меки. На ходочашће га је, према предаји, пратила послуга од 60.000 поданика, и са собом је понео две тоне злата које је, наводно, великодушно поделио у Египту. Ова предаја допринела је стварању легенде о бескрајном богатству Тимбуктуа. Након повратка из Меке, Муса је задужио једног муслиманског архитекту из Андалузије да сагради џамију Ђинџер (енгл. Djinger) и једну резиденцију.
До Европљана су дошли бројни извештаји северноафричких трговаца и водитеља каравана. Поред тога, постојали су и писмени описи путника, што је све потицало машту Европљана. Ибн Батута (енгл. Ibn Battuta) (1304-1368?), Мароканац рођен у Тунису, путовао је у 14. веку бројним исламским земљама. Пут га је водио преко источне Африке све до Индије, па је тако 1352. стигао и у Тимбукту. Потврђује да је у том граду ислам потпуно потиснуо стара афричка веровања, па није могао разумети да у граду жене улицама ходају „голе“ (откривеног лица). Међутим, не извештава пуно о значењу града. Очигледно су у то време Валата и Гао били пуно значајнији у привредном и образовном смислу.

#### Краљевство Сонгаи
Тимбукту је на врхунцу био у 15. и 16. веку, након пропасти Валате (енгл. Oualata), маварске трговачке метрополе. Тимбукту постаје караванско средиште на Нигеру и био је у то време највећи град у региону, а имао је 15.000 до 25.000 становника. У одређено доба године, кад су у Валату стизале караване соли са севера, а с југа и запада долазили купци, број људи у граду могао се и удвостручити. Али бројке од 100.000 или чак 200.000 људи, како се наводи у популарнонаучној литератури, чиста су спекулација. Околина Тимбуктуа није могла, чак ни у време кад пустиња још није допрла тако далеко на југ као данас, никако прехранити тако велик број људи.
У то време град је припадао краљевству Сонгаи и сматрао се богатим. Краљ Сонгаија, Сони Али, освојио је 1468. Тимбукту и дао смакнути део интелектуалаца јер су остали лојални краљевству Малија. Град је имао управника кога су страни путници често сматрали владаром целог краљевства. Поред трговине сољу и златом - који су у то време били готово једнако скупи - са севера су у град стизали метали, коњи, свила, накит, књиге, урме. Поред злата, размењивали су се робови, слоновача, мошус, бибер, гума, кожни производи као и јечам с југа западне Африке. Поред тога, Тимбукту се развио у најважније средиште исламског духовног живота западне Африке.  Џамија Санкоре (енгл. Sankoré) је имала медресу, која се може упоредити са средњовековним универзитетом, где се подучавао арапски језик, говорништво, астрологија, судство и текстови Курана. Тамо су се читали и анализирали текстови водећих европских филозофа, као на пример Ренеа Декарта. Поред тога, постојало је још 150 до 180 школа Курана на којима је само један наставник подучавао о религиозним и правним темама. Из времена Сонгаи краљевства, које је окончано мароканским освајањем 1591, потиче већина џамија у Тимбуктуу. Џамија Санкоре, која потиче из 14. века, довршена је у својој данашњој величини 1581. (989. исламског календара)
Један од важнијих извора је путопис Леа Африкануса (енгл. Leo Africanusa) (1485—1556.?). Рођен у Гранади, протеран је у северну Африку, где је по налогу мароканског султана путовао тим подручјем. Према његовим наводима, до града на Нигеру стигао је 1510/1512. Али, да ли је заиста био у Тимбуктуу, остаје спорно јер наводи, на пример, погрешно смер у којем тече Нигер. Касније доспева као роб у Италију и описује за европске читаоце Судан и нарочито Тимбукту. Његов рукопис, који првобитно није био предвиђен за штампу, објављен је 1550. у Венецији. Издавач Рамусио допунио је рукопис фантастичним претеривањима и тиме запечатио мит о неизмерно богатом граду у Африци. Бројеви који се односе на трговину златом били су очигледно свесно кривотворени ради повећања продаје књиге.

### Тимбукту почеткомновог века
Различити су разлози ради којих је марокански султан Ахмад ал Мансур (енгл. Ahmad al Mansur) (1578 — 1603) одлучио војском освојити Тимбукту. С једне стране, хтео је трговину златом, која се почела усмеравати ка европским трговачким центрима на западној обали Африке (Сенегал, Златна обала), поново вратити у северну Африку. С друге стране, султан из династије Сади (енгл. Saadi), који је за себе захтевао титулу калифа (потомак пророка Мухамеда) видео је у Османском царству, које се проширило све до Алжира, опасног ривала, будући да су османски султани себе сматрали владарима свих муслиманских верника.
 Али, чини се и да је Ал Мансур у својој елитној трупи, која се састојала од шпанских ренегата, видио одређену опасност за властити положај. Због тога је на поход за Тимбукту послао јединицу од 4.000 људи, опремљену модерним ватреним оружјем. Упркос томе што је трупа располагала тада најмодернијим инструментима за оријентацију (компас, секстант), тромесечни марш кроз западну Сахару био је врло напоран и с много људских губитака.
Према предању, краљевство Сонгаи побеђено је последњег дана 999. односно првог дана 1000. године према муслиманском календару (средина октобра 1591. према грегоријанском календару). Новоосновани марокански војни гарнизони у Гаоу и Тимбуктуу нису се трајно могли одупрети нападима Туарега и народа који су живели јужно од колена Нигера. Зато су своје активности ограничили само на непосредну околину градова. Задњи марокански паша морао је одустати од Тимбуктуа 1828.
Тимбукту, који никада није био главни град неке од западноафричких краљевина, изгубио је значај и никада није повратио стари сјај и важност. Транссахарска трговина је временом замрла будући да је западноафричко злато сад одлазило на обалу Атлантика (отуда и назив Златна обала за подручје где се данас налази држава Гана).

### Трка за Тимбукту
Мало је података о доласку Европљана у Тимбукту пре 1800. Непоуздани подаци кажу да је у област реке Нигер у 15. веку стигао Италијан Бенедето Де (енгл. Benedetto De), али тај податак није потврђен. И путовање Француза Анселма д'Изалгјеа (фр. Anselmo d'Ysalguier) између 1402. и 1410. у Гао и Тимбукту (где је наводно живео) није доказано. Претпоставља се да ни амерички морнар Роберт Адамс, који је 1816. написао књигу о времену које је провео као маварски заробљеник, није никада био у Тимбуктуу, већ је само препричао описе маварских трговаца.
Први Европљанин за којег се поуздано зна да је стигао у Тимбукту и то 1826. године био је шкотски официр Александар Гордон Лејнг (енгл. Alexander Gordon Laing). На повратку су га убили Маври, а његови записи су нетрагом нестали.
Тек је Рене Каије (енгл. René Caillié) 1828, стигавши у Тимбукти прерушен у Арапина, успео Европљанима представити град у правом светлу. Али, његови извештаји су били потпуно супротни дотадашњој слици коју су Европљани имали о том граду да чак и данас неки, посебно у Уједињеном Краљевству, постојано поричу да је Лејнг био у Тимбуктуу. Све његове извештаје потврдио је 25 година касније Немац Хајнрих Барт, истраживач Африке. Он је по британском налогу дошао у
Тимбукту у септембру 1853. и тамо се задржао до априла 1854. боравивши под заштитом врховног градског учитеља Курана, Сиди Ахмад ал Бакаја (енгл. Ahmad al Baqqai.). Са шеиком и вођама Туарега испословао је споразум којим се Велика Британија обавезује штитити град и околину од напада Француза. Али, како је у то време дошло до политичког приближавање Француза и Британаца, споразум, на разочарење Ал Бакаја, у Лондону није ратификован.
Велик добитак за науку била је чињеница да је Барт могао проучавати бројне историјске текстове похрањене у Тимбуктуу и тиме доказати неке од теорија Европљана о историји Африке. Његов извештај с тог путовања био је основ за сва каснија истраживања историје области око Нигера, а нарочито Тимбуктуа.

### Тимбукту у колонијалном и постколонијалном времену
Упркос снажном отпору Туарега и против воље владе у Паризу, француске колонијалне трупе су почетком 1894, под командом каснијег маршала Жофреа (фр. Joseph Joffre), дефинитивно припојиле Тимбукту Француској западној Африци (фр. Afrique Occidentale Française). Прва војна јединица која је, без обзира на забрану новог цивилног управника Француске западне Африке, кренула у поход на Тимбукту упала је у заседу Туарега и била потпуно уништена.
Касније, како би оправдала војно и политички бесмислено освајање овог подручја, француска влада је из Париза послала новинара Феликса Дибоа (фр. Félix Dubois), који је написао извештај с пута под називом „Тајанствени Тимбукту“ у којем је ситуацију у Судану и старим трговачким градовима Ђене (фр. Djenné) и Тимбукту приказао врло привлачном, а то подручје као будућу „Индију“ Француске.
Разна туарешка племена, појединачно и здружено, често су из Мауританије организовала побуне и упаде у ово подручје.
Након произвољно повучене границе између Алжира и Француске западне Африке преко подручја које су настањивали Туарези, трговачке везе са севером се прекидају, а Тимбукту све више губи на значају, док Ђене и Мопти, трговачки градови уз унутрашњу делту Нигера, јачају. Последњи велики караван са више хиљада камила стигао је из оазе Тафилалет у Тимбукту 1937. године. Једино је опстала трговина сољу са севером Малија.
Након коначног потчињавања номада француској власти, Тимбукту губи на значају. Премештање француског намесника у Тимбукту било је равно кажњавању. Још 1880, за време колонијалне владавине, планирана је градња транссахарске железнице која је требало да повеже Алжир с француском западном Африком, али та замисао никад није остварена. Између два светска рата неколико пута се разматрала могућност реализације тог пројекта, али се сваки пут одустајало од градње будући да су надлежне комисије увек долазиле до закључка да обим трговине том железницом не би могао да покрије трошкове њене изградње и одржавања.
Након 22. септембра 1960. Тимбукту постаје део независне Републике Мали. Још у 1950им годинама дошло је до сукоба између Туарега и црних чиновника у служби француске колонијалне власти.
Након стицања независности, поново је дошло је до сукоба између пустињских номада и представника државне власти који су номадске Туареге хтели трајно да населе на одређеним подручјима како би их могли лакше да их контролишу. Туарези 1990-их организују побуну са циљем проглашења самосталне државе. Побуна је окончана 1996. симболичним спаљивањем оружја. На историјски мировни споразум подсећа „Пламен мира“, споменик у Тимбуктуу.

## Религија
Из непоузданих арапских докумената може се закључитие да је исламизација Тимбукту почела у 13. веку, када је царство Мали заузело Тимбукту.
Крајем средњег века, а нарочито у 16. веку, Тимбукту је био значајно седиште исламске учености, мада не толико значајан као Мека, Медина или Јерусалим. Познаваоци ислама сматрају да је мароканско освајање града 1591. године узроковало сиромашења града и центара учења, самим тим и слабљења ислама и јачања старих, предисламских веровања. По мишљењу оријенталиста, мароканско освајање окуке Нигера довело је до досељавања северноафричких верника, који су, насупрот ученим познаваоцима Курана из Тимбуктуа, проповедали народну верзију ислама (на пример, култ светаца, употреба амајлија, егзорцизам). Почетком 19. века Тимбукту је запао у вртлог исламске обнове оличене у Фулбе-џихаду што доводо до јачања исламистичких образовних институција и до строже примене верских прописа. Од раног 19. века верским животом доминирају маварске Кунте - између 1830. и 1895. под кланом Ал-Бакаи. Њихови шеици, пре свих Сиди Ахмад ал-Бакаи, важили су за веома образоване људе, који су веровали у мирно спровођење иначе строгих закона, а истовремено су се доследно супротстављали ширењу вере оружаним путем, за разлику од Фулба од Масине, коју су постали господари Тимбуктуа.
Област око Тимбуктуа данас је насељена претежно муслиманима. Код народа Сонгаису све до средине 20. века опстала су предисламска веровања и обичаји. И код Туарега се могу наћи магијски обреди и веровања која су у сукобу са исламом, а која образовани исламисти жестоко критикују.

## Привреда

### Претколонијално доба
Тимбукту је још од свог оснивања опстао као трговински центар. Неплодно земљиште око града није дозвољавало интензивнију производњу намирница па су се оне моралие довозити из региона Ђене-Мопти на Нигеру до Кабаре. Трошкови транспорта су били високи што је значајно поскупљивало храну. Туарези су месо довозили из околине града, али, како су номади животиње убијали само у крајњој нужди, месо је постало луксуз доступан сам добростојећем трговачком слоју и представницима краљеве администрације. Тимбукту је имао значајну улогу у трговини сољу. У Кабари су велике плоче соли припремане за транспорт реком. Долазак „ацелаја“, великих каравана соли из Таоуденија на севера данашњег Малија, био је значајан догађај у привреди града.
Канал, који од 17. века повезује Кабару и Тимбукту, у новије време је поново пресушио, тако да су трговци робу морали да превозе копном, што је довело до повећања броја напада Туарега који су желели да контролишу трговину сољу. Сваки, па и краћи пут, каравани су морали да превале са наоружаним стражарима како би се одбранили од напада. На пола пута између два места налазила се удолина која је често коришћена за заседе. Туарези су је звали „Уг-умаира“ („ништа се не чује“). Ко је ту пао у руке разбојника, више се није могао надати помоћи (према Хајнриху Барту).

### Данас
Данас је Тимбукту сиромашан град, чији је историјски центар, уз неколико изузетака, у лошем стању. Улице прекрива песак и ђубре. Мало тога је преостало од славе старих времена. Народ је сиромашан и највећим делом незапослен. Град се још није опоравио од последица грађанског рата са Туарезима.
Мању зараду доноси туризам, а најбројнији су амерички туристи који желе лично да истраже митска места овог легендарног града. Већина оде одмах сутрадан, видно разочарана. Од традиционалне извозне робе остала је само со, која се још увек вади на северу и довози у Тимбукту преко Кабаре, па се продаје трговцима који је чамцима одвозе уз реку.
Улагањем око 900.000.000 CFA франака 2003. године подигнута је пијаца „Јобу бер“ која сада има преко двадесет пет радњи, једну месару, санитетску службу и канцеларијске просторије. Уз канадску помоћ реконструисана је канализација испод пијаце.

## Светска баштина
Најпознатији симболи града - три џамије (Ђингеребер, Санкор и Сиди Јахја) као и 16 гробаља и маузолеја увршћени су од 1988. у УНЕСКО-в списак светске баштине. Влада Малија тражила је да се на списак уврсте и историјска језгра града са својим типичним начином градње од глине као и бројне џамије грађене од 13. до 15. века. Али, према мишљењу Унескове комисије, модеран начин градње је толико продро у само градско језгро да очување изворног језгра тиме више није било могуће.
Године 2001. ИСЕСКО, муслиманска верзија Унеска, прогласио је Тимбукту „Исламским главним градом светске културне баштине“ на подручју Африке за 2006. годину.

## Партнерски градови
- Кемниц, Немачка (од 1968)
- Велс Хај-он-Вај, Уједињено Краљевство
- Керуан, Тунис
- Маракеш, Мароко
- Шарант, Француска
- Темпи, Аризона, САД

## Хронологија историје Тимбуктуа
| Датум         | Догађај |
| 900. — 1100.  | Прво насељавање народа Сонгаи (сељаци и рибари)                                                                                              |
| око 1100.     | Туарези оснивају прво трговинско „заступништво“ (према хроникама)                                                                            |
| око 1320.     | Укључивање Тимбуктуа у царство Мали (вероватно мирним путем)                                                                                 |
| 1324.         | Ходочасничко путовање малијског владара Манса Мусе у Каиро и Меку, повратак преко Тимбуктуа                                                  |
| након 1327.   | Оснивањем џамије Санкор започиње лаабаво повезивање школа Курана (такозвани „Универзитет Санкор“)                                            |
| 1328.         | На кратко време Моси из Јатенга освајају и делом уништавају град                                                                             |
| 1352.         | Ибн Батута посећује Тимбукту и царство Малија                                                                                                |
| око 1440.     | Мали губи превласт, Туарези постају владари Тимбуктуа                                                                                        |
| око 1468.     | Сони Али осваја Тимбукту и припаја га царству Сонгаи                                                                                         |
| око 1500.     | Кади Махмуд Акјуит не примењује антијеврејске инструкције Аскија Мухамада                                                                    |
| 1512.         | Лео Африканус у дипломатској мисији у Тимбуктуу                                                                                              |
| 1556.         | Родио се Ахмад Баба као Абу ал-'Абас Ахмад Ибн Ахмад ал-Такруи ал-Масуфи у Аравану                                                           |
| 1581.         | Доградња џамије Санкор |
| 1591.         | Град освајају марокански плаћеници и депортују учене људе у Маракеш                                                                          |
| 1627.         | Умро научник Ахмад Баба |
| 1640.         | Делови града уништени поплавом |
| 1737.         | Туарези у бици код Тоја побеђују Арма |
| 1752. и 1754. | Јак земљотрес уништава један део града |
| 1770.         | Победа Аулиминидан Туарега над војском Тимбуктуа                                                                                             |
| 1771.         | Руши се џамија ал-Хана, много жртава |
| 1806.         | Мунго Парк пролази уз Кабару путујући низводно Нигером                                                                                       |
| око 1820.     | Ал-Бакаијев Кунта-клан насељава се северно од Тимбуктуа и постаје водећа духовна и политичка снага                                           |
| 1826.         | Масинове Филбе освајају врховну власт над Тимбуктуом                                                                                         |
| 1826.         | Британац Александар Гордон Лејнг као први Европљанин доказано стиже у Тимбукту, али је по повратку убијен                                    |
| 1828.         | Рене Каије борави у Тимбуктуу прерушен у муслимана                                                                                           |
| 1831.         | Масинове Филбе војском освајају Тимбукту |
| 1844. — 1848. | Конфликт између Филбе-владара Масина и Кунта ал-Бакаја око превласти у Тимбуктуу                                                             |
| 1853. — 1854. | Хајнрих Барт као штићеник шеика ал-Бакаија проводи пола године у Тимбуктуу и ближој околини                                                  |
| 1859. — 1864. | Присуство јеврејских трговаца из јужног Марока и краткотрајно оснивање јеврејске културне заједнице коју толеришу у складу с „дими“-Статусом |
| 1862. / 1863. | Крај владавине Масина, Тимбукту доспева под контролу царства Тукулор хаџије Умара                                                            |
| 1864.         | Ширење Тукулора изван Тимбуктуа и Масина војском састављеном од Фулба, Кунта и Туарега коју води Ахмад ал-Бакаји                             |
| 1865.         | Смрт Сиди Ахмад ал-Бакаија; Тимбукту поново доспева под власт Туарега                                                                        |
| 1880.         | Оскар Ленз посећује Тимбукту |
| 1893.         | Пуковник Бонијер с Масакерима краткотрајно преузима власт над градом од Туарега                                                              |
| 1894.         | Пуковник Џофер трајно преузима власт и почиње устанак под водством Заин ал-Абидин ал-Бакаија (до око 1923)                                   |
| 1910.         | Маварски устаници уништавају караван |
| 1913 — 1915   | Катастрофа изазвана сушом у Азаваду северно од Тимбуктуа и устанак Аулиминидан-Туарега против Француза                                       |
| 1915 — 1918   | Устанак Аулиминидан-Туарега против Француза (тзв. „Устанак хаоса“)                                                                           |
| 1923.         | Долазак Транссахарске експедиције Ситроена                                                                                                   |
| 1960.         | Мали добија независност |
| 1963.         | Војни сукоби с Туарезима у подручју северно од Тимбуктуа                                                                                     |
| 1967.         | УНЕСКОва конференција у Тимбуктуу, почетак осигуравања рукописа и књига сачуваних у Тимбуктуу                                                |
| 1973.         | Оснивање ЦЕДРАБ (фр. ) |
| 1988.         | Тимбукту је увршћен у списак места светске баштине                                                                                           |
| 1990.         | Ескалација сукоба између Малија и Туарега |
| 1996.         | Мировни споразум између државе Мали и Туарега                                                                                                |
| 2003.         | Поплаве тешко оштетиле историјске вредности града                                                                                            |
| 2006.         | Тимбукту постаје светски главни град исламске културе                                                                                        |

### Туризам
- Локални туристички водич из Тимбуктуа (језик: енглески)